# Шаховская, Варвара Александровна
Княгиня Варва́ра Алекса́ндровна Шаховская, урождённая баронесса Строганова (1748—1823) — кавалерственная дама ордена Святой Екатерины меньшего креста (18.11.1806), владелица горных заводов на Урале.

## Биография
Родилась 2 (13) декабря 1748 года. Младшая дочь генерал-поручика барона Александра Григорьевича Строганова (1698—1754) от его третьего брака с вдовой Марией Артемьевной Исленьевой (1722—1784). По матери была внучкой генерал-аншефа А. Г. Загряжского и имела сестру Анну (в замужестве за графом И. Г. Чернышёвым).
Под руководством матери получила домашнее воспитание. В 1763 году была выдана замуж за гвардейца князя Бориса Григорьевича Шаховского (1737—1813), сподвижника А. В. Суворова и будущего генерал-лейтенанта. В приданое получила обширные угодья в Среднем Прикамье, Юго-Камского и 3/7 долей Кусье-Александровского. В 1784 году от матери к ней перешла ещё 1/7 доля завода. Князь Шаховской активно занимался хозяйственными делами своей супруги. В 1787—1788 годах он основал Лысьвенский и Бисерский металлургические заводы, ставшие основой Лысьвенского горнозаводского округа.

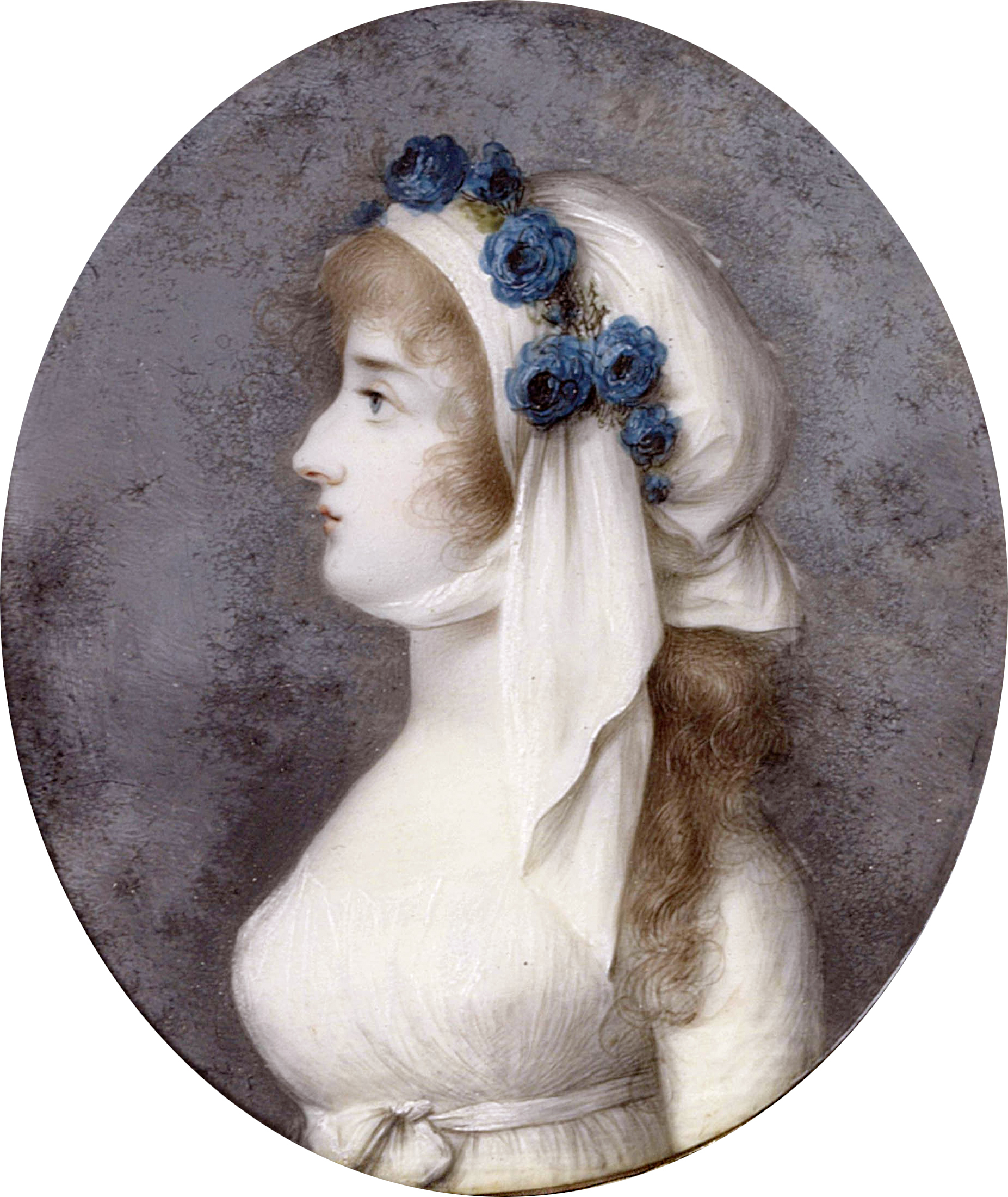
Елизавета Борисовна

Брак Шаховских был неудачным, и после рождения единственной дочери Елизаветы (1773—1796) супруги фактически разъехались.
Для помощи дочери в получении образования Варвара Александровна долго жила за границей. 4 февраля 1792 года в Париже она выдала дочь замуж за принца Людовика д`Аренберга (1757—1795), брата герцога Аренбергского и деятельного участника Нидерландской революции.  Австрийский посол граф Кобенцель незамедлительно сообщил о нём императрице Екатерине II, что вызвало её резкое неудовольствие. В марте 1792 года императрица извещала князя А. А. Прозоровского, что Шаховская выдала дочь за человека, «мошенничества которого далеко распространяются», и что брак этот не может быть признан в России.
24 марта того же года последовал указ Сенату, воспрещающий въезд в Россию «бунтовщику князю Аренбергу» и приказывающий «княгине Шаховской немедленно вернуться в Россию, в противном случае она будет лишена наследства». Указом от 3 апреля 1792 года всё имущество Шаховской было отдано под опеку её дяде по матери, генерал-майору Б. А. Загряжскому. Известие об этом так сильно поразило княгиню Шаховскую, что с ней сделался удар, от которого у неё отнялась нога. Невзирая на это, она с дочерью выехала в Россию. По пути княгиня остановилась на несколько дней в Карлсруэ, чтобы встретиться с супругой наследного принца, которая её очень любила. Узнав о приезде посланника императрицы в тех краях Н. П. Румянцева, княгиня умоляла его донести императрице о её болезненном состоянии и просила заступничества.

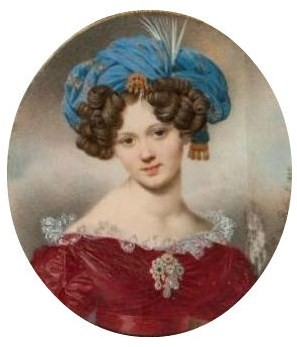
Варвара Шувалова

Затем Шаховская продолжила свой путь в Россию, но не добилась успеха. 23 декабря 1794 года по требованию Екатерины II брак Елизаветы Борисовны был расторгнут архиепископом Гавриилом. В следующем году она, против воли матери, вышла замуж за камер-юнкера князя Петра Фёдоровича Шаховского (1773—1841). Брак молодой княгини Шаховской был недолгим, она скончалась в октябре 1796 года. Е. Ф. Комаровский в своих записках писал: «Всем было известно, что она отравила себя ядом. Это происшествие произвело в обществе много шума и различных толков».
25 апреля 1797 года император Павел I снял опеку с имущества Шаховских, возвратив все имения в полноправное их владение. Потеряв дочь, княгиня посвятила себя воспитанию единственной внучки Варвары (1796—1870) и благотворительности. По словам князя И. М. Долгорукова, богатая и щедрая, Шаховская была чрезвычайно добрая женщина, «одаренная превосходными качествами сердца, умевшая добро творить прямо по евангельскому слову, без чванства, укоризны и провозглашения». В быту её окружали приживалки, кумушки, воспитанницы, бедные родственники и французы-эмигранты, среди них г-жа Парис с дочерью, в будущем Балабиной, г-жа Брейткопф, тоже с дочерью, которая вышла замуж за В. В. Зиновьева. На Петергофской дороге ей принадлежало имение Монкальм, позднее приобретённое императорской фамилией.
В 1813 году княгиня Шаховская овдовела. Выдав в 1815 году внучку за графа П. А. Шувалова, она поселилась в Москве в своём доме на Малой Никитской. Скончалась 27 октября (8 ноября) 1823 года  в любимой усадьбе «Монкальм» (фр. «mon calme», «мой покой») на Петергофской дороге. После отпевание в церкви Св. Апостолов Петра и Павла Знаменской Приморской мызы была похоронена на Георгиевском кладбище на Большой Охте.